# Шпитгоф, Артур
Артур Шпитгоф (нем. Arthur Spiethoff; 13 мая, 1873, Дюссельдорф — 4 апреля, 1957, Тюбинген) — немецкий экономист.

## Биография
Изучал экономику в Берлинском университете, где до 1908 г. был ассистентом Густава Шмоллера, значительного представителя исторической школы. В дальнейшем преподавал в Университете Карла-Фердинанда в Праге и, после первой мировой войны, в Боннском университете. В 1953 г. был награждён орденом «За заслуги перед Федеративной Республикой Германия».
Дополнил модель Туган-Барановского понятием «ведра капиталообразования», расширяющегося вследствие новых изобретений и новых рынков (например, в отсталых странах). «Ведро» заполняется в период процветания инвестициями в новые элементы основного капитала, однако затем происходит перенасыщение, и так как спрос на капитальные блага и на материалы, служащие для производства товаров длительного пользования, неэластичен, происходит перепроизводство промышленного оборудования.
Шпитгоф подчеркивал важность психологических факторов в циклическом процессе капиталистического производства и обращал особое внимание на ожидания прибылей от капиталовложений, ориентиром для которых является норма процента. Шпитгоф обобщил материал о движении процентной ставки за много лет для подтверждения вывода о том, что движение средств между рынком капиталов и денежным рынком заслоняет диспропорциональность в отраслевом развитии, приводящую к кризисам перепроизводства.
В традициях реформизма исторической школы Шпитгоф полагал, что со временем «упорядочивание» капиталистического производства позволит умерить промышленные катастрофы, смягчить переходы от процветания к депрессии. Другим его предположением стало понятие о двух типах длительных периодов экономической динамики, охватывающих несколько циклов: один характеризуется общей повышательной тенденцией, другой — общей понижательной тенденцией. Шпитгоф эмпирически датировал периоды с понижательной тенденцией — 1822—1843 гг. и 1874—1894 гг., а периоды с повышательной тенденцией — 1843—1874 гг. и 1894—1913 гг., установив, таким образом, две волны: 1822—1874 гг. и 1874—1913 гг. Однако попытки какого-либо теоретического объяснения этой тенденции Шпитгоф не сделал.
Артур Шпитгоф считается одним из пионеров в области современных исследований экономической конъюнктуры, наряду с Альбером Афтальоном впервые рассматривает эффект акселератора.

## Основные труды
- Gustav von Schmoller und die deutsche geschichtliche Volkswirtschaftslehre, zus. mit Gustav von Schmoller. Duncker & Humblot, Berlin 1938.
- Boden und Wohnung in der Marktwirtschaft, insbes. im Rheinland. Fischer, Jena 1934.
- Festgabe für Werner Sombart zur siebenzigsten Wiederkehr seines Geburtstages 19. Jänner 1933. Duncker & Humblot, München 1933.
- Der Stand und die nächste Zukunft der Konjunkturforschung, zus. mit Gustav Clausing und Joseph Alois Schumpeter. Duncker & Humblot, München 1933.
- Österreichs Finanzen und der Krieg, zus. mit Franz Meisel. Duncker & Humblot, München; Leipzig 1915.
- Der Einfluß der Golderzeugung auf die Preisbildung 1890—1913 (Mehrteiliges Werk). Duncker & Humblot, München.
- Die wirtschaftliche Annäherung zwischen dem Deutschen Reiche und seinen Verbündeten. (Mehrteiliges Werk) Duncker & Humblot, München.
- Beiträge zur Erforschung der wirtschaftlichen Wechsellagen : Aufschwung, Krise, Stockung